# Pont des Golettes
Le pont des Golettes est un pont routier et piéton sur l'Hermance situé à la frontière franco-suisse entre le canton de Genève et le département de la Haute-Savoie.

## Localisation
Le pont des Golettes est le second pont routier le plus en amont à franchir l'Hermance depuis le point où cette rivière marque la frontière entre les deux pays. Il relie les communes d'Anières (Suisse) et de Veigy-Foncenex (France). Le nom de Golettes (qui vient du bas-latin goletum signifiant Passage étroit, col ou couloir) a été donné au pont ainsi qu'au chemin qui y mène du côté suisse en référence au cours de la rivière particulièrement étroit à cet endroit.
Le pont marque la limite entre la partie canalisée (en amont) et la partie naturelle (en aval) jusqu'au lac.

## Sources
1. ↑  Henry Suter, « Noms de lieux de Suisse romande, Savoie et environs » (consulté le 9 octobre 2007)
2. ↑  « Anières - Plan Directeur Communal (page 137) » (consulté le 9 octobre 2007)